# 直鎖
化学における 直鎖（ちょくさ）とは、水素原子以外の原子が枝分かれせずに連なっている構造を示す用語である。特に炭素原子について用いられることが多い。

## 炭素原子に対する用法
アルカン、アルキル基、高級脂肪酸などにおいて、炭素が枝分かれなく環も作らずに、直線状に連なっている形状のこと。メチレン基が連なり、末端にメチル基がある。
直鎖型構造を作るすべての炭素原子は1級もしくは2級炭素であり、3つ以上の炭素原子とは結合していない。
分子式が同じ分枝状の化合物に比べ、表面積が大きくなる。このため分子間力が増大し、沸点が高くなる。また超共役で得られる利得は小さい。
また、分子内にかさ高い部分がないため、ゼオライトなどの細孔を持つ物質に吸着されやすい。この性質を利用して分枝を持つ異性体との分離や選択的な反応が研究されている。

## 炭素原子以外に対する用法
直鎖状硫黄のように、ヘテロ原子に対して用いられる場合もある。

## 高分子に対する用法
高分子においては、モノマー間の結合様式に枝分かれ（分枝）も環もないものを直鎖状高分子と呼んでいる。
例えば直鎖状低密度ポリエチレンはエチレンとα-オレフィンの共重合体であり、炭素鎖としてみれば分枝側鎖を有する。
しかし、モノマーを単位としてみれば枝分かれや環はなく、直線状に連なっていることから直鎖状と呼ばれる。
同様にアミノ酸をモノマーとして見て、枝分かれや環構造がないペプチドを直鎖ペプチド、単糖をモノマーとして見て、枝分かれや環構造がない多糖類を直鎖多糖と表現する場合がある。これらもアミノ酸の各残基が側鎖を有していたり、単糖には環構造があるが、各残基が一列に連なっていることから直鎖と表現される。直鎖状DNAにおける直鎖もこの用法の一種とみなせる。